# Grand Mother’s Funck
Grand Mother’s Funck, kurz auch GMF, ist eine achtköpfige Funk-Band aus der Schweiz. Gegründet wurde die Band 1993 in Burgdorf. Von den Gründungsmitgliedern gehören Bernhard Häberlin und Daniel „Booxy“ Aebi aktuell (2012) noch zur Band.

## Special Guests
- Sandy Patton: Gesang auf Grand Mother’s Funck
- Trudy Lynn: Gesang auf Please Baby, Please Baby Baby Please
- Juan Mungía: Trompete auf Please Baby, Please Baby Baby Please
- Noel McCalla: Gesang auf Heebie Jeebie’s Dance
- Matthieu Michel: Trompete auf Heebie Jeebie’s Dance
- Paola Jean: Gesang auf Secrets in Sonic Space
- Raphael Jakob: Gesang auf Secrets in Sonic Space
- Famara: Gesang auf Beat Mondial
- Nilsa: Rap auf At The Funckyard
- Akil the MC (Jurassic 5)

## Diskografie

### Studioalben
- 1995: Grand Mother’s Funck (Soundservice)
- 1996: Please Baby Please Baby Baby Baby Please (Greaboy Records)
- 1997: Heebie Jeebies Dance (Honeybear Records)
- 2002: Secrets in Sonic Space (Soundservice)
- 2005: Beat Mondial (Soundservice)
- 2007: At the Funckyard (BHM)
- 2010: GMF feat. Akil the MC (Vinyl)
- 2011: The Proud Egyptian (Sony)
- 2017: Take the Money (Soundservice)
- 2020: The Big Pie

### Livealben
- 1999: Working Live (Powersound, aufgenommen im Bierhübeli Bern)
- 2001: GMF Gran Orquesta (Film-Soundtracks aus den 70ern wie z. B. Dirty Harry, Mission Impossible und Latin-Groove Stücke)
- 2003: In Sonic Space – Live (Mitschnitt der Secrets in Sonic Space-Tour)

### EPs
- 2012: GMF feat. Akil the MC - Remixed! (Vinyl, Breakbeat Paradise)